# Hans Bausch Mediapreis des SWR
Der Hans Bausch Mediapreis des SWR für gesellschaftliche Verantwortung in digitalen Öffentlichkeiten wird jährlich vom Südwestrundfunk in Zusammenarbeit mit der Universität Tübingen verliehen. Damit ausgezeichnet wird seit 2021 eine wissenschaftliche Arbeit, die für die Themen Digitale Ethik, Digitalisierung der Medien und dem damit verbundenen gesellschaftlichen Wandel von herausragender Bedeutung sind. Ziel des Hans Bausch Mediapreises ist es, exzellenter Forschung, die die aktuelle Medienentwicklung einordnet und bewertet, zu mehr Sichtbarkeit zu verhelfen. Der Preis ist mit 5000 Euro dotiert. Benannt ist der Preis nach Hans Bausch, dem früheren Intendanten des Süddeutschen Rundfunks.

## Preisträgerinnen und Preisträger
- 2021: Simon Strick für sein Buch Rechte Gefühle. Affekte und Strategien des digitalen Faschismus[2][3]
- 2022: Anna-Katharina Meßmer, Alexander Sängerlaub und Leonie Schulz für die Studie Quelle: Internet? Digitale Nachrichten- und Informationskompetenzen der deutschen Bevölkerung im Test[4]
- 2023: Felix M. Simon für die Studie Uneasy Bedfellows: AI in the News, Platform Companies and the Issue of Journalistic Autonomy[5][6]
- 2024: Thomas J. J. Scherer für die Studie Inszenierungen zeitgenössischer Propaganda. Kampagnenfilme im Dienste des Gemeinwohls[7]
- 2025: Regina Cazzamatta für ihre Studie Die inhaltliche Homogenisierung des Fact-Checkings durch Plattformpartnerschaften: Ein Vergleich zwischen acht Ländern sowie erstmals zusätzlich der Hans Bausch Sonderpreis an Jeanette Kollien für ihre Masterarbeit Digitale Nachhaltigkeit als Leitmotiv für Kommunikationsplattformen[8][9]

## Geschichte
Der Preis wurde 1983 vom SDR zum 25-jährigen Dienstjubiläum des damaligen Intendanten Hans Bausch erstmals verliehen und erhielt 1992 den Namen Hans Bausch Mediapreis des SWR. Bis 2009 wurden mit dem Hans Bausch Mediapreis des SWR herausragende Persönlichkeiten aus dem Medienbereich ausgezeichnet, zuletzt der Medienjournalist Stefan Niggemeier. Frühere Preisträger waren unter anderem Frank Schirrmacher, Harald Schmidt, der Kinderbuchautor Janosch, die Schriftstellerin Elke Heidenreich und die Medienwissenschaftlerin Hertha Sturm.

## Vorstand und Jury
Die Mitglieder der Jury und des Vorstands der Stiftung des Hans Bausch Mediapreis des SWR waren 2023 Thomas Dauser, Sascha Dickel, Kai Gniffke, Tanja Thomas, Martina Thiele und Stefanie Schneider. Seit 2024 ist der Medien- und Kommunikationswissenschaftler Christian Nuernbergk Teil der Jury und ersetzt damit Sascha Dickel.